# Bandai (Fukushima)
Bandai (jap. 磐梯町 Bandai-machi) ist eine Gemeinde im Landkreis Yama der Präfektur Fukushima auf Honshū, der Hauptinsel von Japan.

## Geographie

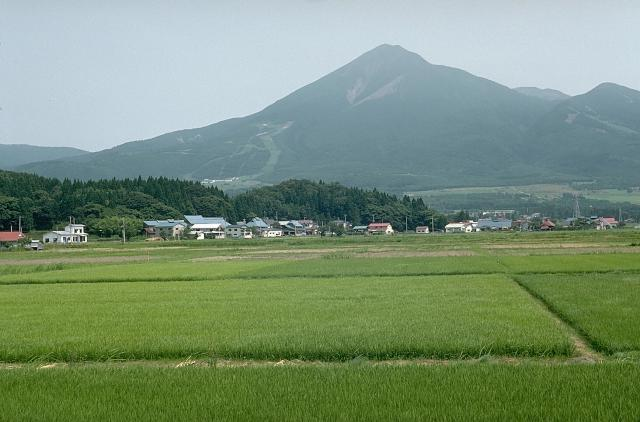
Der Bandai – auch Aizu-Fuji genannt – und der Akahani (ganz rechts) von Südwesten gesehen.

Bandai liegt auf der Südwestseite des namensgebenden, über 1800 Meter hohen Bandai, dem höchsten Berg der gleichnamigen Vulkangruppe, zu der auch der Akahani (1430 m) und der Kushigamine (1636 m) zählen. Der Ortskern befindet sich im Tal des Nippashi, der vom Inawashiro-See nach Nordwesten fließt und die südliche Gemeindegrenze bildet.
Westlich von Bandai erstreckt sich das Aizu-Becken, in dem die Großstädte Aizu-Wakamatsu und Kitakata liegen.
Die Umgebung des Bandai und damit auch Teile des Gebiets der Gemeinde gehören zum Bandai-Asahi-Nationalpark.

## Geschichte
Die Gegend ist bereits seit dem japanischen Altertum als Ort religiöser Verehrung am Bandai überliefert und fand im Man’yōshū als „Land der Aizu-Berge“ (会津嶺の国, aizu-ne no kuni) Erwähnung. Der Enichi-ji (慧日寺), ein 807 angeblich von Tokuichi eingerichteter buddhistischer Tempel, bildete über Jahrhunderte das religiöse und politische Zentrum der Region Aizu.
Während des Gempei-Krieges unterlagen die Mönche des Enichi-ji 1181 in der Schlacht von Yokotagawara (in der Provinz Shinano, der heutigen Präfektur Nagano) auf Seiten der Heike den Genji. Endgültig verfiel ihre Macht seit der Sengoku-Zeit, als Date Masamune nach der Schlacht von Suriagehara 1589 die Herrschaft über Aizu übernahm und die meisten Gebäude des Tempels mit Ausnahme der Haupthalle niederbrennen ließ.
In der Edo-Zeit wurde Bandai als Teil des Lehens (Han) Aizu von der Burg Tsuruga in Wakamatsu regiert. Aizu gehörte zur Provinz Mutsu, in der frühen Meiji-Zeit dann zur Provinz Iwashiro.
1889 entstand bei der Einführung moderner Gebietskörperschaften durch die Meiji-Regierung aus fünf Dörfern im Landkreis Yama das Bandai-mura. 1960 erhielt es den Status einer Kleinstadt (Machi).

## Demografie
Zwischen 1980 und 2005 sank die Bevölkerung Bandais laut Volkszählung von über 4500 auf unter 4000 Einwohner. Zum 1. März 2016 betrug die Einwohnerzahl 3627.

## Wirtschaft
2006 waren in Bandai in 177 Betrieben 2149 Beschäftigte tätig, davon 1076 im produzierenden Gewerbe.

## Sehenswürdigkeiten

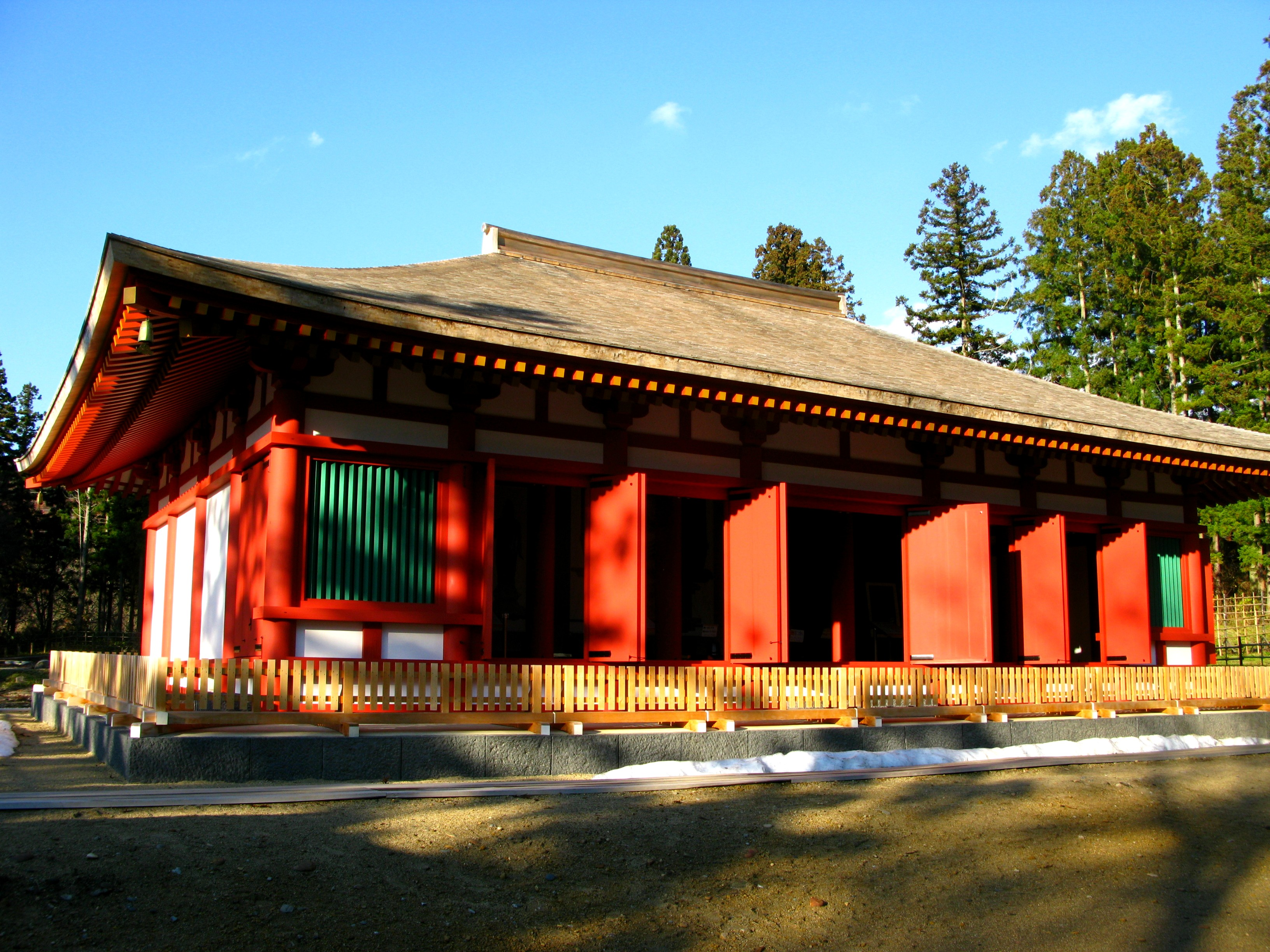
Rekonstruierte Haupthalle des Enichi-ji.

Die 1626 niedergebrannte Haupthalle des Enichi-ji wurde 2008 rekonstruiert. Der Tempel war in der Meiji-Zeit zwischenzeitlich aufgelöst worden und wurde 1904 als 恵日寺 wieder eingerichtet; er gehört heute zur Shingon-shū.
Unterhalb des Bandai befinden sich ein Golfplatz und das Skigebiet Alts Bandai, das im März 2009 Austragungsort der Halfpipe-Wettbewerbe der Freestyle-Skiing-Weltmeisterschaft 2009 ist.

## Verkehr

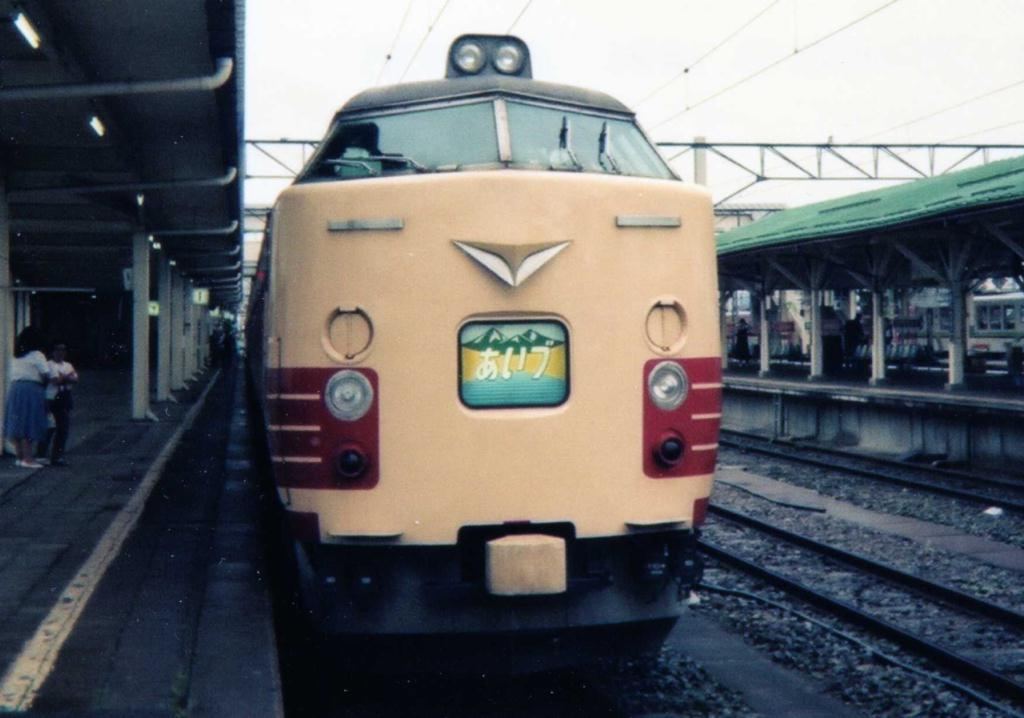
Aizu Liner

An der Ban’etsusai-Linie der Eisenbahngesellschaft JR Higashi-Nihon liegt der Bahnhof Bandai-machi, an dem auch Schnellzüge und der Aizu Liner halten.
Die Ban’etsu-Autobahn führt in Ost-West-Richtung durch das Stadtgebiet, nächste Anschlussstelle ist der Bandaikawahigashi Interchange, der südlich auf dem Gebiet von Aizu-Wakamatsu liegt.
Die Bandai Gold Line ist eine gebührenpflichtige Panoramastraße, die nach Norden vorbei am Bandai zum Hibara-See in Kitashiobara führt.

## Städtepartnerschaft
Seit 1988 unterhält Bandai eine Partnerschaft mit der kanadischen Kleinstadt Oliver, BC im Regional District of Okanagan-Similkameen.

## Angrenzende Städte und Gemeinden
- Kitakata
- Aizu-Wakamatsu
- Inawashiro (Landkreis Yama)
- Kitashiobara (Landkreis Yama)